# Sindicatul Internațional al Lucrătorilor Sexuali
Sindicatul Internațional al Lucrătorilor Sexuali este un sindicat din Londra, Anglia pentru toți lucrători din industria sexuală. Sindicatul a fost fondat în 2000.